# 阿富汗经济
自从塔利班政权在2001年倒台之后，阿富汗的经济前景曾經得到重大改善。这主要是由于大量的国际援助，农业的恢复，以及市场机制的重新建立。2003年农业的繁荣是由于四年旱灾的结束，但是2004年該国南部又出现乾旱。虽然过去几年经济进步，但是阿富汗这个内陆国家依然非常贫穷，它高度依赖于外援、农业和与邻国的贸易，譬如其失業率超過23%（2015年甚至40%），約一半人口生活在貧窮線以下，導致許多失業壯丁加入激進的恐怖組織或成為走私、犯罪者。
大多数人还要继续忍受住房、洁净水、医疗保健和工作的缺乏。阿富汗政治的稳定性增长以及延续的国际义务对阿富汗的重建使2005年的经济增长呈现出乐观的前景。占GDP1/3的罂粟种植的增长和鸦片贸易是喀布尔面临的最严重的政策挑战。地形上處於內陸不臨海先天註定其貿易不暢，也是長年貧困的原因。
2021年阿富汗親西方政府倒台前，阿富汗經濟主要倚賴外國援助，其中來自歐盟的援助佔阿富汗國內生產總值的40%。自從塔利班於2021年8月推翻親西方政府後，外界認為難再繼續得到外國慷慨援助的阿富汗將面臨嚴重經濟危機。2021年8月至9月進行的一項調查宣稱93%的阿富汗家庭沒有足夠食物。2021年12月19日，聯合國緊急救濟協調員表示阿富汗經濟正處於「自由落體式」下滑。

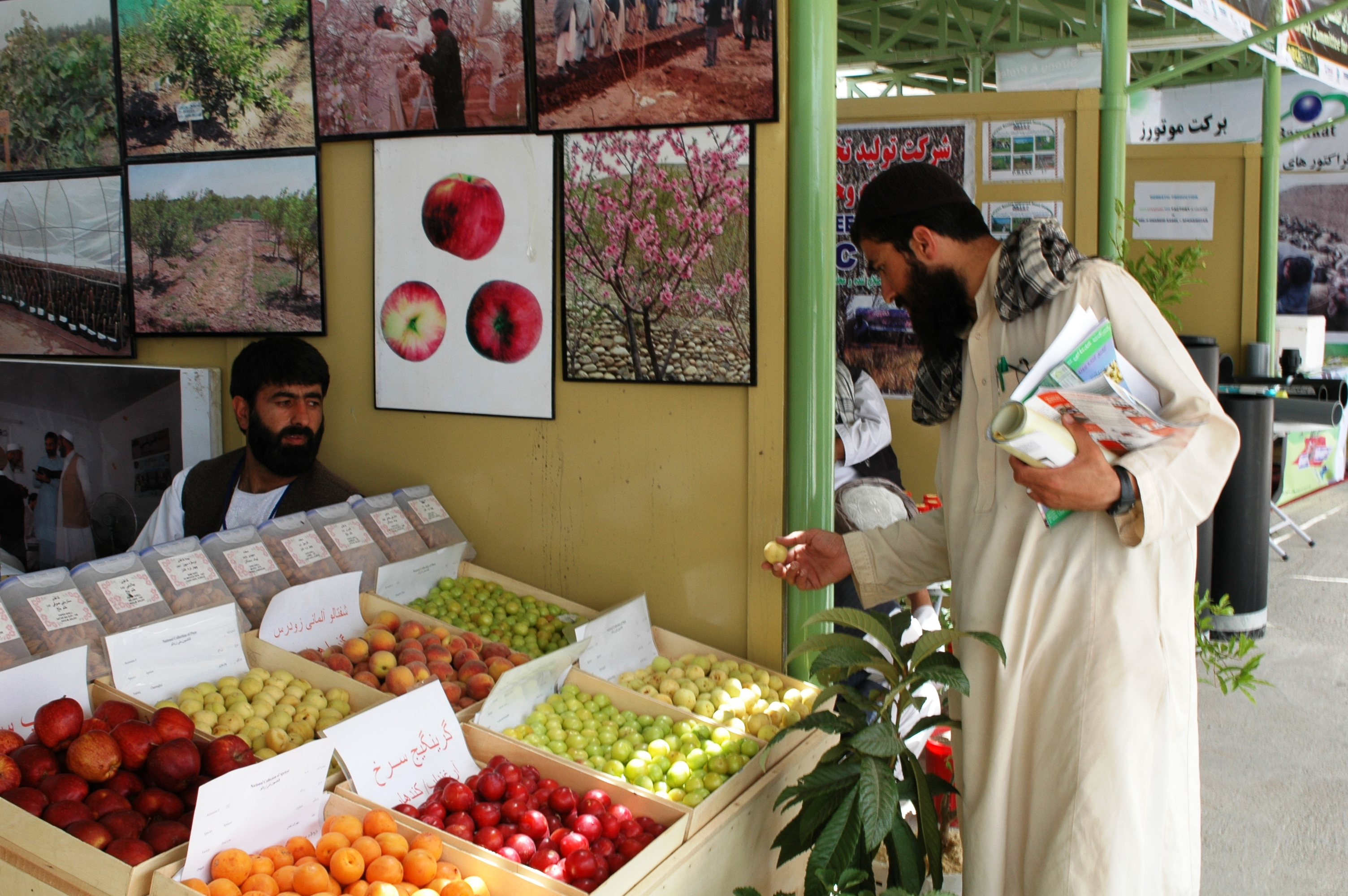
喀布爾示範市集
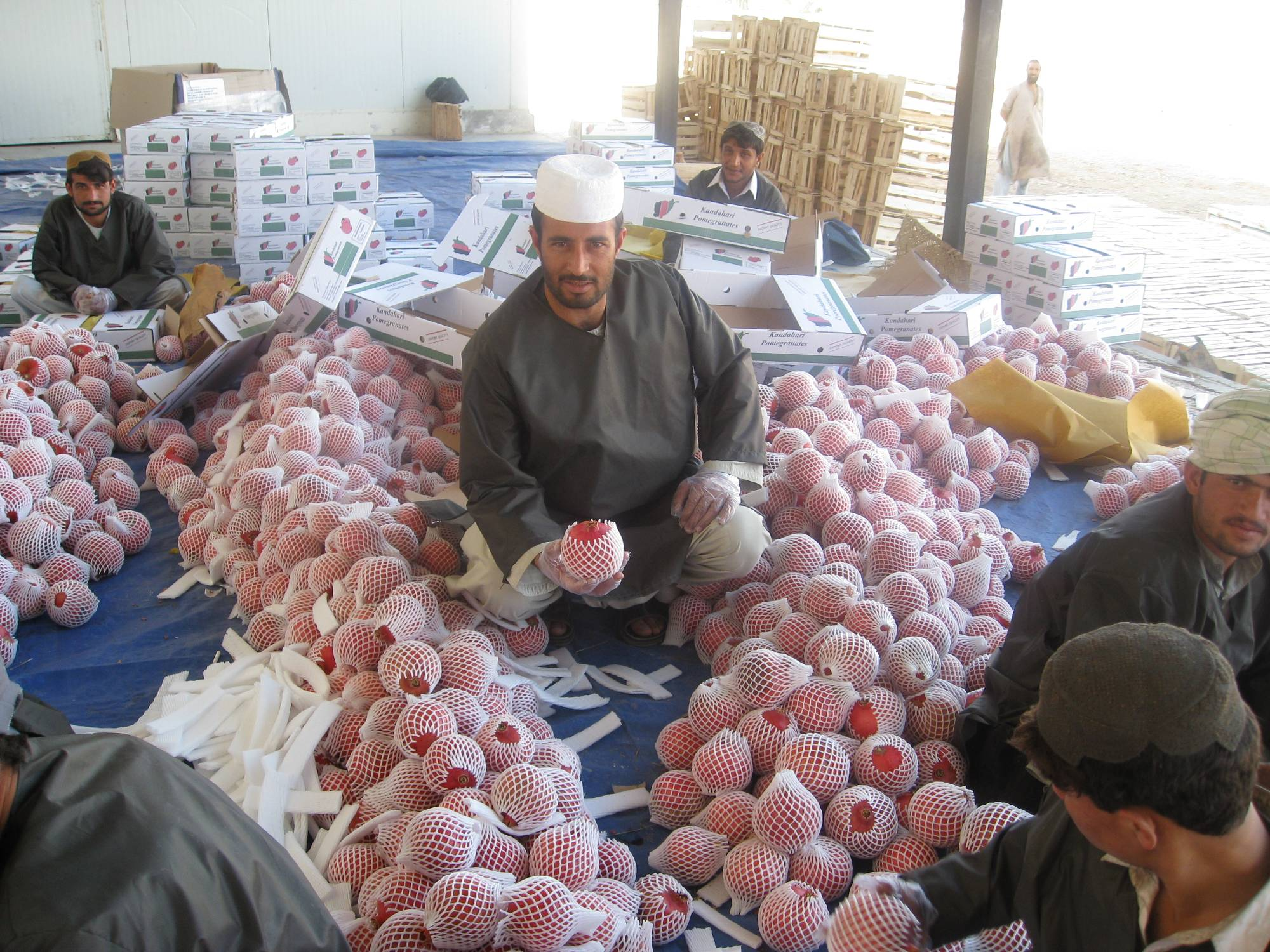
水果加工廠
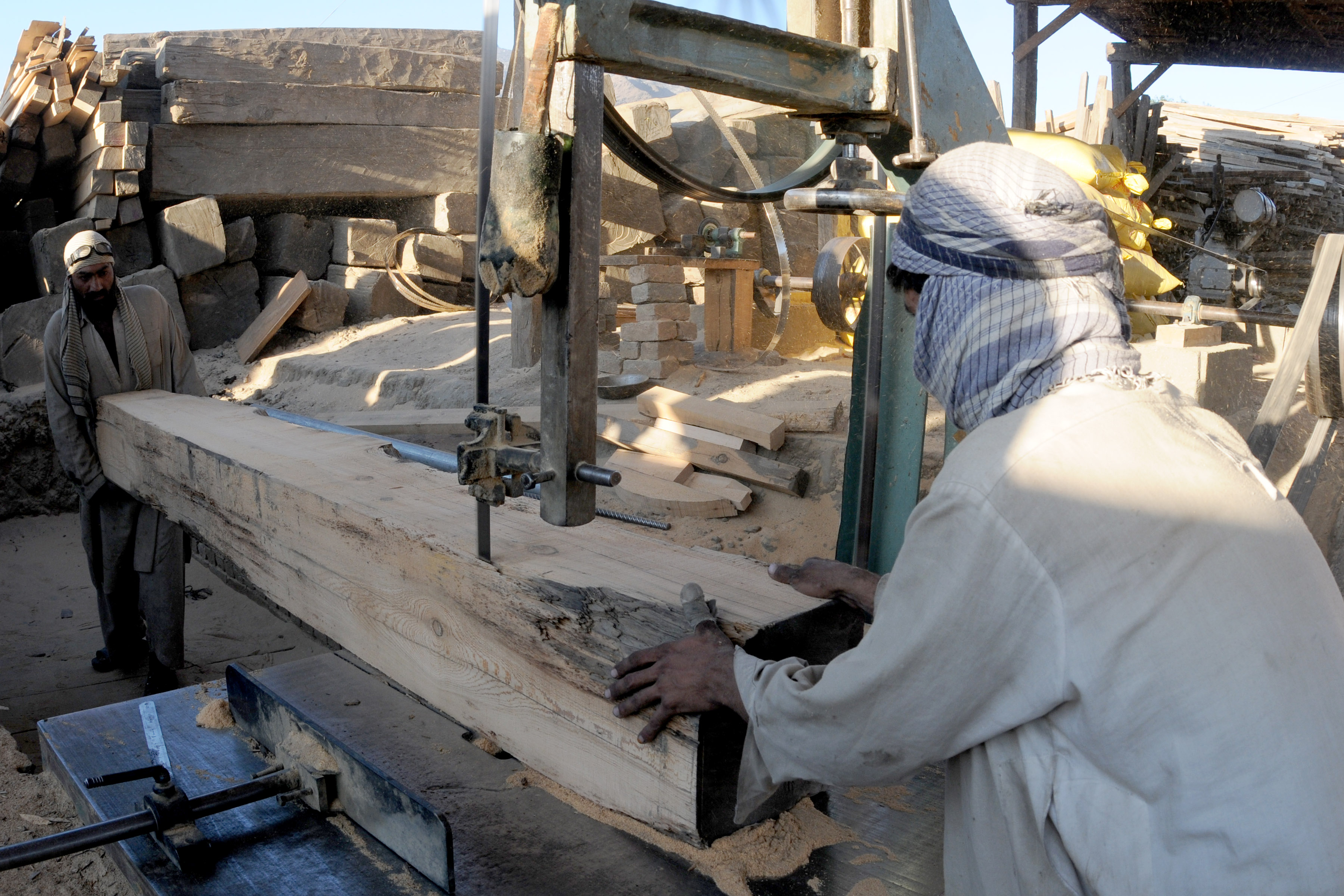
鋸木廠
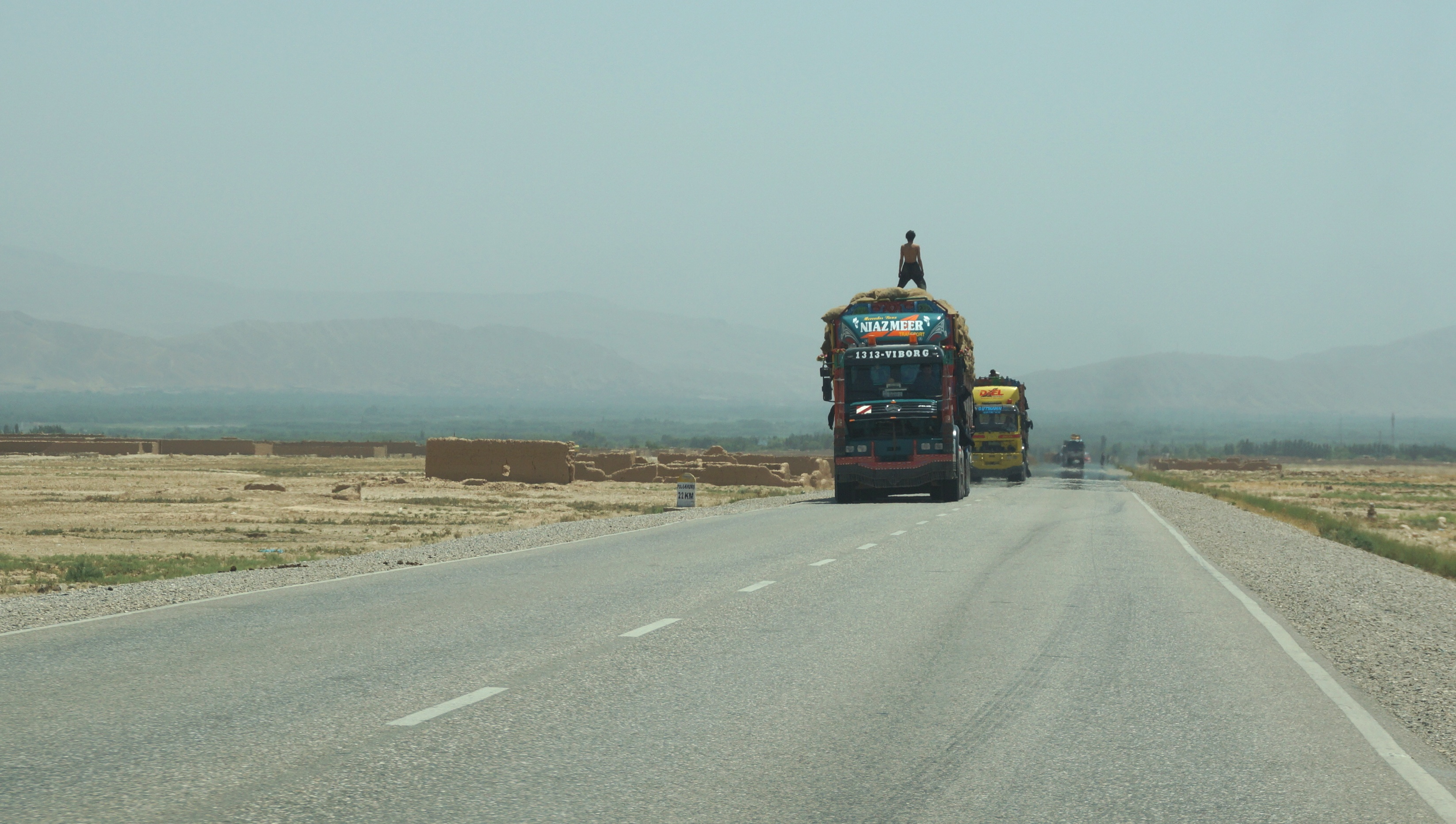
北疆公路
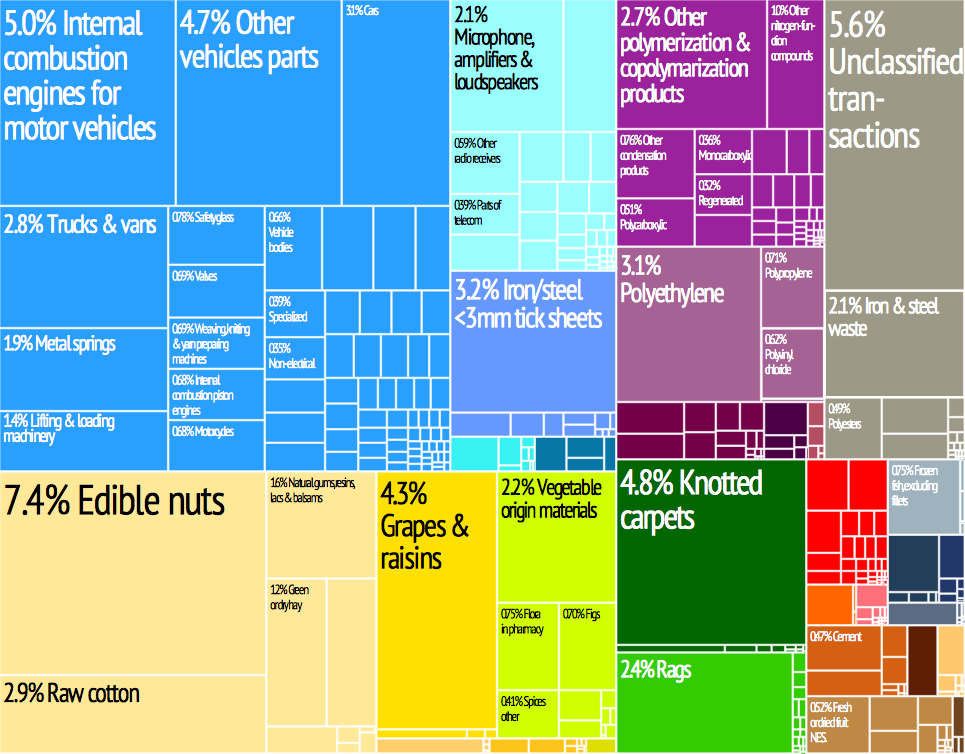
出口品
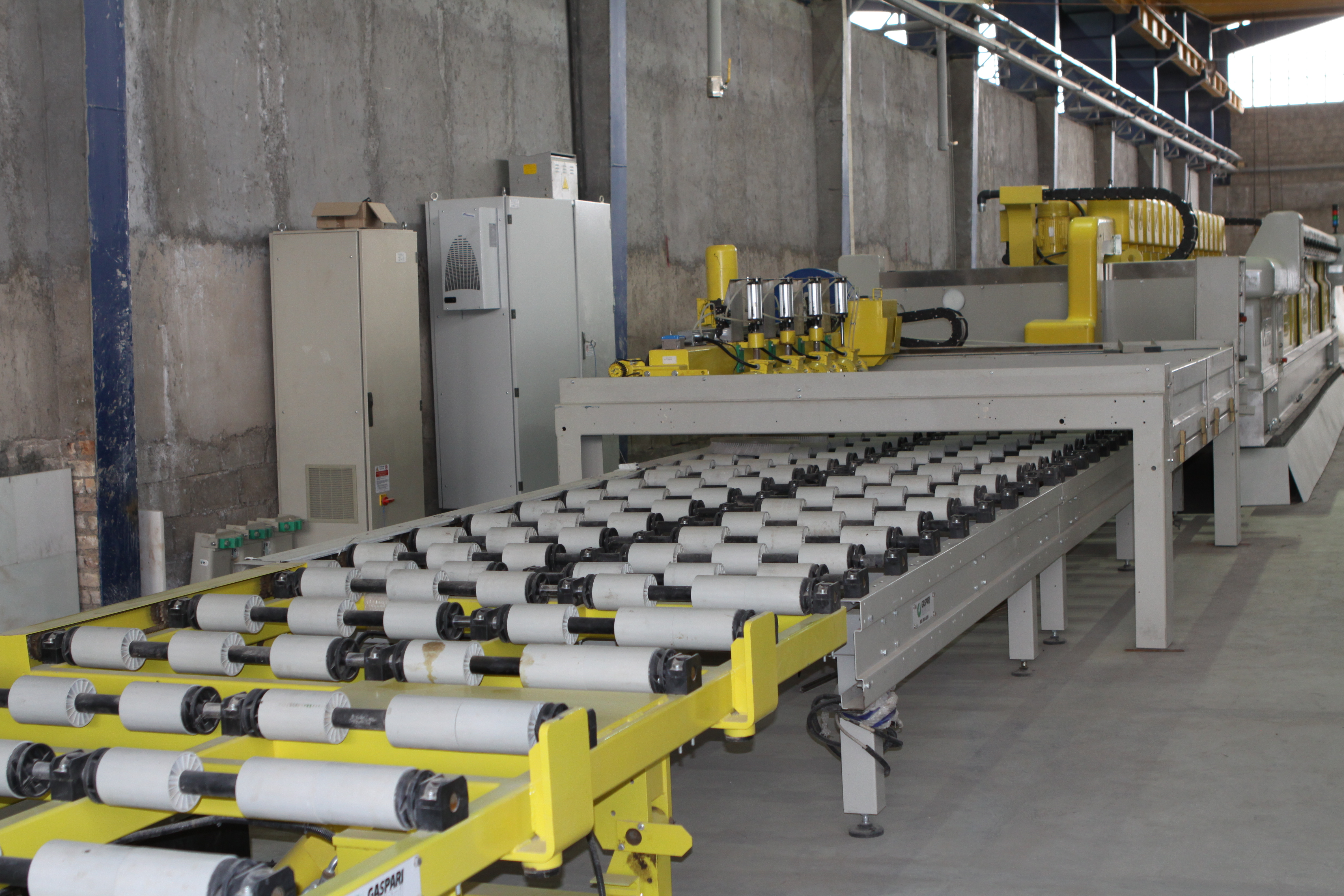
大理石礦場

## 国民生产总值
购买力平价：
- $215亿（2003年）

GDP实际增长率：
- 7.5%（2004年）

人均GDP：
- 购买力平价：$800（2003年）

部门GDP：
- 农业：60%
- 工业：20%
- 服务业：20%（1990年）

## 其他经济指标
贫困线以下人口：
- 53%（2003年）

通货膨胀率：
- 10.3%（2003年）

预算：
- 税收：$3亿
- 支出: $6.09亿

外债：
- $80亿的双边债务，主要是俄罗斯；还有$5亿的多国发展银行的债务(2004年)

## 劳动力
劳动力：
- 1180万（2001年）

各部门劳动力：
- 农业 80%
- 工业 10%
- 服务业 10%（2004年）

## 部门经济
农产品：
- 鸦片、小麦、水果、坚果、羊毛、羊肉、羊皮、小羊皮

工业：
- 少量的纺织品生产，肥皂、家具、鞋子、肥料、水泥、手工地毯、天然气、煤、铜

## 能源
天然气和煤炭是阿富汗最重要的战略资源。
电力生产：
- 5.4亿 kWh (2002年)

电力消耗：
- 6.522亿 kWh (2002年)

电力输入：
- 1.5亿 kWh (2002年)

石油消耗：
- 3,500 bbl/天 (2001年)

天然气生产：
- 2.20亿 cu m (2001年)

天然气消耗：
- 2.20亿 cu m (2001年)

已探明天然气储量：
- 499.8亿cu m (2002年1月1日)

## 进出口贸易
出口：
- $4.46亿（不包括违法的出口和再出口；2003-04会计年度）

出口商品：
- 鸦片, 水果和坚果, 手工地毯, 羊毛, 棉花, 皮革和毛皮, 宝石

出口伙伴：
- 美国 26.1%, 法国 17%, 巴基斯坦 17%, 印度 16.1%（2003年）

进口：
- $37.59亿（2003-04財政年度）

进口商品：
- 资本货物, 食品, 纺织品, 石油产品

进口伙伴：
- 巴基斯坦 26.8%, 大韩民国12.3%, 日本 8.2%, 德国 7.4%, 土库曼斯坦 5.8%, 肯尼亚4.9%, 美国 4.8% (2003年)

## 货币
货币：
- 阿富汗尼
- 国家代码：AFA

汇率：
- 对美元：50 (2004), 50 (2003), 50 (2002), 3,000 (2001), 3,000 (2000)

在2002年阿富汗尼被重新评估并维持在50阿富汗尼兑1美元，在此之前，市场汇率和官方汇率相差很大。
2021年11月2日，塔利班政權宣佈禁止在國內交易上使用外幣。